# Hurricane (Utah)
Hurricane è un comune degli Stati Uniti d'America, nella contea di Washington nello Stato dello Utah.